# Coenenchym

Bild som visar generell yttre anatomi hos koraller, där coenenchymet finns utmärkt (som coenenchyme). Text på franska.

En motsvarande bild som visar generell inre anatomi hos koraller. Här illustreras hur gastrovaskulära kanaler förbinder polyperna genom coenenchymet.

Coenenchym är den levande vävnad som förenar polyperna hos kolonibildande nässeldjur, särskilt hos koralldjur.
Coenenchym är anatomiskt uppbyggt av tre lager, i form av två lager av epitelceller, ett yttre ektoderm (epidermis) och ett inre endoderm (gastrodermis), med ett mellanlager av mesoglea. Genom coenenchymet går kanaler beklädda med gastrodermis (gastrovaskulära kanaler) som förbinder polypernas maghåligheter (coelenteron; även kallad gastrovaskulär håla) med varandra. Genom dessa kanaler cirkulerar vatten och näringsämnen mellan polyperna och polyperna delar på så vis näringsämnen i ett gastrovaskulärt nätverk, vilket främjar kolonins överlevnad som helhet. Coenenchymet fungerar på detta sätt som en för kolonin gemensam vävnad och gemensam kroppsmassa.
Koraller inom ordningen Alcyonacea, som tillhör gruppen oktokoraller, är ett exempel på koralldjur med tydligt coenenchym. Hos dessa koraller är coenenchymet den levande vävnaden i kolonins grenar, på vilka polyperna sitter, och relativt tjockt. Coenenchymets mesoglea innehåller hos oktokoraller skleriter, små inre skelettelement av kalciumkarbonat, vilket ger kolonin stadga. Oktokorallers andra typer av stödstukturer omsluts också av coenenchym.